# Podomancja
Ten artykuł opisuje teorie, metody lub czynności niezgodne ze współczesną wiedzą naukową.

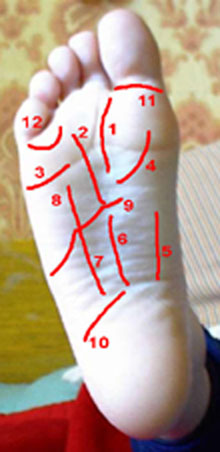
Stopa podzielona na obszary służące do odczytywania wróżb

Podomancja – metoda wróżenia z ludzkich stóp. Wróżby odczytuje się na podstawie konfiguracji linii widocznych na ich podeszwach oraz ich kształtu, na podobnej zasadzie, jak postępuje się z dłońmi w przypadku chiromancji. Znaczenie mają także takie czynniki, jak struktura skóry, jej przebarwienia i zmiany w pigmentacji, oraz wygląd paznokci, które mają odzwierciedlać emocje lub charakter danej osoby.

## Sekta stopy
Ho no Hana (jap. Sekta czytania z podeszwy stopy) była japońskim ruchem religijnym założonym w 1987 roku, którego założyciel, Hōgen Fukunaga, twierdził, że jest reinkarnacją Jezusa Chrystusa i Buddy, a także że otrzymał boski autorytet oraz nadprzyrodzone zdolności do diagnozowania chorób fizycznych poprzez obserwację i analizę podeszew ludzkich stóp.
Siedziba sekty, która liczyła około 30 000 wyznawców, znajdowała się u podnóża góry Fudżi.
Podczas trwania swojej działalności lider sekty Fukunaga został oskarżony o liczne przestępstwa, w tym oszustwa i szantaż, a sądy zobowiązały go do zapłaty dużych kar pieniężnych oraz skazały go na 12 lat więzienia. Fukunaga przyznał się do zarzucanych mu czynów, jednak mimo to wielu ludzi wciąż wierzy, że posiadał przypisywane sobie moce.